# ノルトブルク島
ノルトブルク島（ノルトブルクとう、英Northbrook Island、露Остров Нортбрук）は、ロシアの最北部にある島嶼群、ゼムリャフランツァヨシファを構成する島の1つである。

## 地理
ノルトブルク島はゼムリャフランツァヨシファの南（北緯79.9436111度、東経50.9097222）に位置していて、島嶼群の中では最もアクセスが容易である。それ故、19世紀の後半と20世紀初期には極地探険のため重要な基地が置かれた。最高地点は344m。
なお、島の名前はイギリスの政治家・貴族で、1890年から1893年にかけてイギリス王立地理学会の理事長を務めた初代ノースブルック伯爵トマス・ベアリングに因んで命名された。

## 歴史
島の南西部に位置するフローラ岬が、歴史的に重要な地点になっている。ここで起こった出来事としては、1881年にイギリスの探検家ベンジャミン・リー・スミスの船が難破した事や、1896年の冬にスウェーデンの探検家フリチョフ・ナンセンと、イギリスの探検家フレデリック・ジョージ・ジャクソンが偶然出会い、動物の肉を食いつないで夏に救助された事などがある。なお、島では1904年に、島嶼群で最も北にあるルドルフ島で船を失った探険家が、島の海抜約150mで石炭を採掘した。

## 隣接している島
ノルトブルク島の東岸には、小さなロバートソン島がある。この島は、1904年にスコットランドの探検家トーマス・ロバートソンに因んで命名された。
座標: 北緯79度59分15秒 東経50度58分4秒 / 北緯79.98750度 東経50.96778度